# 左岸バイパス
左岸バイパス（さがんバイパス）は、新潟県長岡市の信濃川左岸にある、長岡市川西地区を南北に縦断するバイパス。2013年（平成25年）12月現在の開通区間は都市計画道路西津町古正寺線に指定されている。

## 概要
長岡市の信濃川左岸を、北から南に横断するバイパス道路。2013年（平成25年）11月24日に暫定2車線で一部開通。長岡バイパス・長岡東バイパス・長岡東西道路と併せて長岡市の外環状道路を形成する。信濃川の各橋梁に集中する交通を分散し、慢性的渋滞を緩和するために整備された。今後、左岸バイパスを南は長岡南越路SIC、北は現在整備に向けて準備が進んでいる長岡北SICまで延伸する。将来的には、さらに南北に延長させて、小千谷市、燕市へ至る広域幹線道路ネットワーク「信濃川流域広域幹線道路」の構築を目指すとしている。

## 歴史
- 1993年（平成5年）度 - ラダー型道路網整備構想を発表。
- 2009年（平成19年）度 - 左岸バイパス（延長2.2 km）に着工。
- 2013年（平成25年）11月24日 - 都市計画道路西津町古正寺線として、国道404号 長岡東西道路・国道404号現道[注釈 1]（長生橋通り）・県道263号長岡七日市線と国道351号新道[注釈 2]（共に大手大橋通り）を結ぶ長岡市西津町 - 古正寺町の延長2.2 kmの区間が暫定2車線で供用[2]。なお、同日にはフェニックス大橋を含む、長岡東西道路の長岡市西宮内一丁目交差点 - 才津西町交差点間の3.0 kmの区間もあわせて開通している。
- 2014年（平成26年）度 - 延伸区間（長岡南越路SIC - 才津町、古正寺町 - 長岡北SIC（仮称））の事業化に向けた調査設計に着手。
- 2014年（平成26年）11月6日 - 道寿橋交差点 - 喜多町南交差点間が完成4車線供用[2]。
- 2015年（平成27年）9月4日 - 都市計画を縮小[4]。
- 2015年（平成27年）12月14日 - 喜多町南交差点 - 長岡東西道路手前まで4車線供用[2]。
- 2021年（令和3年） - 左岸バイパスと国道8号長岡バイパスの交差点である古正寺町西交差点に信号機設置[5]。
- 2022年（令和4年）11月24日 - 国道8号長岡バイパス（古正寺町西交差点） - 主要地方道長岡和島線まで供用[6]。
- 2024年（令和6年）1月18日 -  蓮潟町 - 雨池町間の延長0.7 kmが開通し、北進区間が開通[7]。